# Nimnica
Nimnica (Hongaars: Nemőc) is een Slowaakse gemeente in de regio Trenčín, en maakt deel uit van het district Púchov.
Nimnica telt 707 inwoners.